# Comuna Novîi Kropîvnîk, Drohobîci
Novîi Kropîvnîk (în ucraineană Новий Кропивник) este o comună în raionul Drohobîci, regiunea Liov, Ucraina, formată din satele Huta, Novîi Kropîvnîk (reședința), Pereprostînea și Pidsuhe.

## Demografie
Componența lingvistică a comunei Novîi Kropîvnîk
     Ucraineană (98,42%)
     Rusă (1,37%)
     Alte limbi (0,07%)
Conform recensământului din 2001, majoritatea populației comunei Novîi Kropîvnîk era vorbitoare de ucraineană (98,42%), existând în minoritate și vorbitori de rusă (1,37%).